# Nicky 2
Nicky 2 est un jeu vidéo de plates-formes développé et édité par Microïds, sorti en 1993 sur DOS, Windows, Mac, Amiga, Atari ST et iOS.
Il fait suite à Nicky Boom.

## Accueil
- Amiga Format : 72 % (Amiga)[1]
- CU Amiga : 58 % (Amiga)[2]